# Lãnh thổ Arkansas
Lãnh thổ Arkansas (tiếng Anh: Arkansas Territory hoặc Territory of Arkansas), ban đầu được thành lập với tên gọi Lãnh thổ Arkansaw (tiếng Anh: Territory of Arkansaw hay Arkansaw Territory), từng là một lãnh thổ hợp nhất có tổ chức của Hoa Kỳ, tồn tại từ 4 tháng 7 năm 1819 cho đến 15 tháng 6 năm 1836. Vào giai đoạn cuối cùng, lãnh thổ được phép gia nhập liên bang để trở thành tiểu bang Arkansas.

## Lịch sử
Lãnh thổ Arkansas được thành lập từ đất của Lãnh thổ Missouri nằm ở phía nam một điểm trên sông Mississippi tại vĩ độ 36 Bắc, chạy từ tây đến sông St. Francois, rồi theo con sông này đến vĩ độ 36 độ 30 phút Bắc, sau đó theo hướng tây đến ranh giới lãnh thổ. Khu vực này bao trùm hết tiểu bang Oklahoma ngày nay, ở phía nam vĩ độ 36°30'. Phần cận tây nhất của lãnh thổ bị tách ra ngày 15 tháng 11 năm 1824. Sau đó thêm một phần cận tây nhất thứ hai cũng bị tách ra vào ngày 6 tháng 5 năm 1828, khiến cho lãnh thổ bị rút nhỏ lại như diện tích của tiểu bang Arkansas ngày nay.
Ban đầu ranh giới phía tây của Missouri được dự tính đi về phía nam đến sông Red. Tuy nhiên, trong các cuộc thương thuyết với người bản địa Choctaw năm 1820, Andrew Jackson vô tình nhượng lại nhiều đất thuộc Lãnh thổ Arkansas hơn. Thế rồi năm 1824, sau khi có thêm các cuộc thương thuyết, người Choctaw đồng ý di chuyển xa hơn về phía tây, nhưng chỉ khoảng "100 bước" cách trại quân thực sự đóng trên Belle Point. Điều này khiến tạo ra một khúc cong tại ranh giới chung ở Fort Smith, Arkansas (xưa kia là đồn nhưng nay là thành phố).
Cho đến khi Oklahoma trở thành tiểu bang, Fort Smith (xưa kia là đồn nhưng ngày nay là thành phố) vẫn phục vụ như một chính quyền hợp pháp trông coi Lãnh thổ Oklahoma. Lục quân Hoa Kỳ trông coi các vấn đề thương thuyết với các bộ lạc người bản địa Mỹ. Luật dân sự và luật tội phạm được thực thi qua tòa án với chánh án Isaac C. Parker.
Arkansas Post từng là thủ phủ đầu tiên của lãnh thổ (1819–1821) và Little Rock là thủ phủ thứ hai (1821–1836).

## Cách phát âm của Arkansas

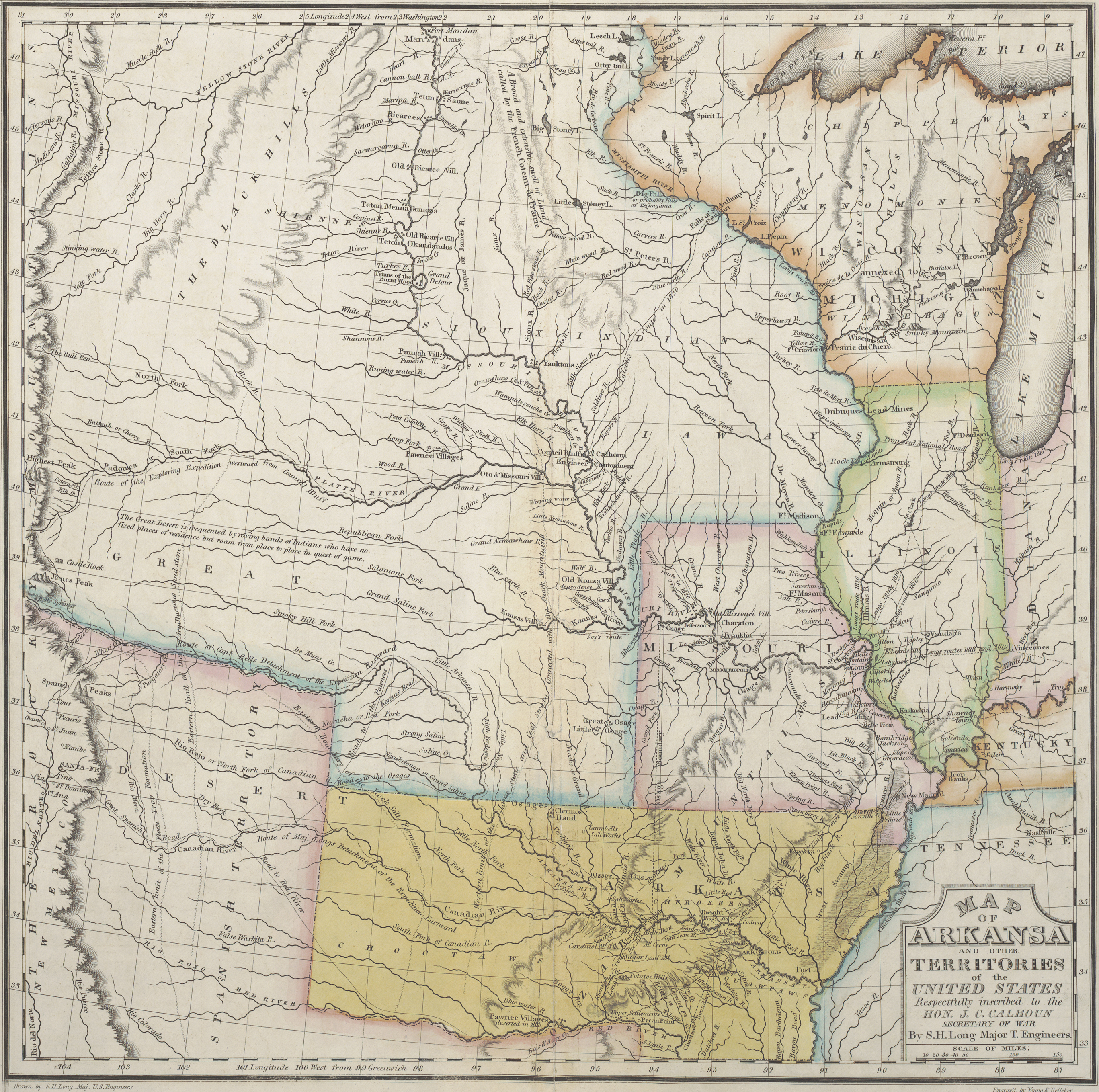
Stephen Harriman Long, Geographical, Statistical and Historical Map of Arkansas Territory, 1822

Tên gọi Arkansas đã và đang được phát âm theo nhiều kiểu khác nhau. Vùng này được tổ chức thành Lãnh thổ Arkansaw ngày 4 tháng 7 năm 1819 và được phép gia nhập liên bang thành tiểu bang Arkansas vào ngày 15 tháng 6 năm 1836. Cái tên này từng được phát âm trong lịch sử là /ˈɑːrkənsɔː/, /ɑːrˈkænzəs/, và một số kiểu phát âm khác nữa. Năm 1881, Lập pháp Arkansas thông qua giải pháp đương thời như sau (Bộ luật Arkansas, Phần 1, Chương 4, Đoạn 105): 
Xét rằng sự nhầm lẫn thực tiễn đã và đang xảy ra trong cách phát âm tên tiểu bang của chúng ta và thiết nghĩ quan trọng rằng cách phát âm thật cần nên được xác định để sử dụng trong văn thoại chính thức.
Và, trong khi vấn đề này đã được Hội Lịch sử Tiểu bang và Hội Chiết trung Little Rock điều tra nghiên cứu kỷ càng và đồng ý với nhau về cách phát âm đúng như đã được rút tỉa từ lịch sử, và từ cách sử dụng trước nhất của các di dân người Mỹ.
Vì thế theo cách giải quyết của cả hai viện lập pháp rằng cách phát âm đúng duy nhất tên của tiểu bang, theo như quan điểm của cơ quan này, là cách phát âm mà người Pháp tiếp nhận được từ người bản địa Mỹ và được viết theo tiếng Pháp để biểu thị âm giọng. Nó nên được phát âm thành ba (3) âm tiết, với mẫu tự "s" đứng cuối cùng không phải phát âm, mẫu tự "a" trong mỗi âm tiết có giọng tiếng Ý, và cách nhấn giọng rơi vào âm tiết đầu và âm tiết cuối. Cách phát âm đối với âm tiết thứ hai có âm giọng "a" như trong chữ "man" và âm giọng "s" kết thúc thì không được khuyến khích.
Các công dân của tiểu bang Kansas thường phát âm sông Arkansas là /ɑːrˈkænzəs ˈrɪvər/ theo cách tương tự như phát âm phổ biến tên tiểu bang của họ.